# 얼마나 좋길래
《얼마나 좋길래》는 2006년 09월 04일부터 2007년 03월 02일까지 방영되었던 MBC 일일 드라마이다. 가을 개편과 함께 새 일일 가족시트콤 《거침없이 하이킥!》의 신설에 따라 2006년 09월 04일부터 시간대가 오후 8시 20분에서 오후 7시 45분으로 변경되었다. 당초 7~8%대 시청률을 기록하던 이 드라마는 시간대를 30분 이상 앞당긴 오후 7시 45분으로 옮기면서 10%대 초반으로 시청률이 오르기 시작했다.

## 등장인물

### 주인공
- 김지훈 : 서동수 역
- 조여정 : 이선주 역
- 정찬 : 오형철 역
- 윤세아 : 이혜주 역

### 동수네
- 전인택 : 서필두 역
- 문지윤 : 서동석 역
- 여운계 : 옥심 역
- 신주아 : 서재희 역

### 선주네
- 김영철 : 이대양 역
- 김보연 : 신귀녀 역
- 김지영 : 선주 고모 역

### 그 외 인물
- 고두심 : 순심 역
- 도이성 : 오수철 역
- 맹상훈 : 하 선장 역
- 김준호 : 동수의 죽마고우 영만 역
- 하재숙 : 동석 애인 지숙 역
- 김해곤 : 고문 변호사 역
- 서정주 : 우수정 역

## 사건 및 사고
2006년 9월 19일 방송분에서 주인공 선주(조여정)가 신부 수업을 받으러 간 곳에서 이화여자대학교 출신으로 설정된 다른 여성이 이대, 숙대 등 특정 여자 대학교의 이름을 거론하며 선주의 학벌이 좋지 않다고 무시하는 내용이 방영되자, 시청자들이 "특정 명문 여대 학생들이 대학 졸업장을 따고 신부 수업을 받아 좋은 집안에 시집가려는 사람들처럼 묘사되었다"고 반발하며 논란이 일었다. 이에 드라마를 연출하던 박홍균 프로듀서는 드라마 공식 홈페이지를 통해 "드라마에서 일부 상류층의 학벌과 결혼에 대한 잘못된 편견을 풍자하기 위해 대학 명칭을 사용하였으나 실명을 사용하지 않았더라도 그 의도를 충분히 전달할 수 있었음에도 제작 과정에서 이 점을 충분히 고려치 못해서 피해를 끼쳐드려 죄송하다"고 사과했다.